# Hajime Ohara
Hajime Ohara (大原 甫, Ōhara Hajime) (né le 24 juillet 1984 à Kawasaki, Kanagawa) est un catcheur (lutteur professionnel) et un pratiquant d'arts martiaux mixtes japonais, qui est principalement connu pour son travail à la Pro Wrestling Noah.

## Carrière de catcheur

### Wrestling New Classic (2012–2013)
Le 27 décembre, il perd contre Zeus.

### Pro Wrestling Noah (2013–...)
Six jours plus tard, il se retourne contre No Mercy et rejoint le groupe Choukibou-gun, formant une nouvelle équipe avec Kenoh. Le 8 mars, lui et Kenoh perdent contre Yoshinari Ogawa et Zack Sabre, Jr. et ne remportent pas les GHC Junior Heavyweight Tag Team Championship. Le 2 août, ils remportent le NTV G+ Cup Junior Heavyweight Tag League (2014) en battant Quiet Storm et Daisuke Harada en finale. Le 17 août, il perd contre Daisuke Harada dans un three-way match qui comprenaient également Zack Sabre, Jr. et ne remporte pas le GHC Junior Heavyweight Championship. Le 12 octobre, lui et Kenoh battent Atsushi Kotoge et Taiji Ishimori et remportent les GHC Junior Heavyweight Tag Team Championship. Le 1er Novembre, ils font une apparition surprise pour la New Japan Pro Wrestling, offrant à Jushin Thunder Liger et Tiger Mask un match pour leurs titres. Le 6 décembre, ils conservent leur titres contre Jushin Thunder Liger et Tiger Mask. Le 27 décembre, ils conservent leur titres contre Pesadilla et Super Crazy dans un Tables, Ladders and Chairs match. Le 18 janvier, ils conservent leur titres contre Genba Hirayanagi et Daisuke Harada. Le 15 mars, ils perdent les titres contre Suzuki-gun (El Desperado et Taka Michinoku) dans un three-way match qui comprenaient également Genba Hirayanagi et Daisuke Harada. Le 11 avril, ils perdent contre Suzuki-gun (El Desperado et Taka Michinoku) et ne remportent pas les GHC Junior Heavyweight Tag Team Championship.
Le 7 janvier 2017, il bat Taiji Ishimori et remporte le vacant GHC Junior Heavyweight Championship. Le 21 janvier, il conserve son titre contre Daisuke Harada,. Le 12 mars, il conserve son titre contre Hitoshi Kumano,. Le 27 mai, il perd le titre contre Hayata.
Le 31 mai, lui et Daisuke Harada battent Stinger (HAYATA et Yoshinari Ogawa) pour remporter les GHC Junior Heavyweight Tag Team Championship,.
Lors de Cross Over 2021 In Hiroshima, lui et Atsushi Kotoge battent Stinger (Seiki Yoshioka et Yuya Susumu) pour remporter les GHC Junior Heavyweight Tag Team Championship. Lors de Grand Square 2021 In Osaka, ils perdent les titres contre Los Perros del Mal de Japón (Eita et Nosawa Rongai).

#### KONGOH (2022-...)
Le 17 juin, après avoir détesté l'ajout de Yo-Hey chez les Juniors de la Noah, il décide de rejoindre le clan KONGOH, remplaçant Haoh en tant que nouveau membre du groupe.
Lors de Global Honored Crown, lui et Shūji Kondō battent Atsushi Kotoge et Seiki Yoshioka et remportent les GHC Junior Heavyweight Tag Team Championship.
Lors de Wrestle Kingdom 17 In Yokohama Arena, il perd contre le IWGP Junior Heavyweight Champion, Hiromu Takahashi.

## Carrière en arts martiaux mixtes
| 14 combats     | 11 victoires | 3 défaites |
| Par KO         | 0            | 0          |
| Par soumission | 11           | 3          |
| Sur décision   | 0            | 0          |

| Résultat | Record | Adversaire            | Méthode                                 | Événement                             | Date              | Round | Temps | Lieu                                   | Notes |
| -------- | ------ | --------------------- | --------------------------------------- | ------------------------------------- | ----------------- | ----- | ----- | -------------------------------------- | ----- |
| Défaite  | 11-3   | Alberto Castillo      | Soumission (kneebar)                    | XF 1 - Xtreme Fighters 1              | 27 mars 2010      | 2     | 1:31  | Mexico, Mexique                        |       |
| Victoire | 11-2   | Hato Kiyoshi          | Soumission (triangle choke)             | Cage of Combat 4 - Spanish Bombs      | 27 février 2010   | 1     | 1:53  | Madrid, Espagne                        |       |
| Victoire | 10-2   | Dante Jimenez         | Soumission (clé de bras)                | Cage of Combat 3 - San Vale Tudo      | 13 février 2010   | 1     | 1:32  | Mexico, Mexique                        |       |
| Victoire | 9-2    | Carlos Rangel         | Soumission (étranglement arrière)       | Cage of Combat 2 - Battleground       | 23 janvier 2010   | 1     | 1:21  | Mexico, Mexique                        |       |
| Victoire | 8-2    | Edgar Luna Pozos (en) | Soumission (étranglement en guillotine) | COC 1 - Cage of Combat 1              | 26 décembre 2009  | 1     | 2:04  | Veracruz, Mexique                      |       |
| Victoire | 7-2    | Gonzalo Americo       | Soumission (triangle choke)             | GEOC 4 - Gracie Evolution of Combat 4 | 29 novembre 2009  | 2     | 1:24  | Leon Guanajuato, Mexique               |       |
| Victoire | 6-2    | Galo Robles           | Soumission (étranglement arrière)       | MMAX 20 - MMA Xtreme 20               | 15 mars 2008      | 1     | 1:12  | Mexique                                |       |
| Victoire | 5-2    | Beneto Porti          | Soumission (clé de bras)                | MMAX 17 - MMA Xtreme 17               | 15 décembre 2007  | 2     | 1:01  | Honduras                               |       |
| Victoire | 4-2    | Nestor Martinez       | Soumission (étranglement arrière)       | MMAX 14 - MMA Xtreme 14               | 13 octobre 2007   | 1     | 1:12  | Honduras                               |       |
| Victoire | 3-2    | Marco Galavit         | Soumission (étranglement arrière)       | MMAX 10 - MMA Xtreme 10               | 31 mars 2007      | 1     | 1:21  | Saint-Domingue, République dominicaine |       |
| Victoire | 2-2    | Carlo Angel           | Soumission (clé de bras)                | MMAX 5 - MMA Xtreme 5                 | 23 septembre 2006 | 3     | 0:00  | Argentine                              |       |
| Défaite  | 1-2    | Akbarh Areola         | Soumission (clé de bras)                | MMAX 4 - MMA Xtreme 4                 | 19 août 2006      | 1     | NC    | Tijuana, Mexique                       |       |
| Victoire | 1-1    | Mazada Matsuki        | Soumission (étranglement en guillotine) | VE 3 - Vallarto Extremo 3             | 4 juillet 2006    | 1     | 2:13  | Mexico, Mexique                        |       |
| Défaite  | 0-1    | Mazada Matsuki        | Soumission (étranglement arrière)       | VE 1 - Vallarta Extremo 1             | 25 mars 2006      | 1     | 1:01  | Mexico, Mexique                        |       |

## Palmarès
- Dradition
  - 1 fois NWA International Junior Heavyweight Championship[28]

- Pro Wrestling NOAH
  - 1 fois GHC Junior Heavyweight Championship
  - 6 fois GHC Junior Heavyweight Tag Team Championship avec Kenoh (2),  Hitoshi Kumano (1), Daisuke Harada (1), Atsushi Kotoge (1) et Shūji Kondō (1)
  - Matsumoto Day Clinic Cup (2013)
  - NTV G+ Cup Junior Heavyweight Tag League (2014) avec Kenoh

- Toryumon Mexico
  - 2 fois NWA World Welterweight Championship

## Récompenses des magazines
- Pro Wrestling Illustrated

| Année | 2014 | 2015       | 2016 | 2017 |
| ----- | ---- | ---------- | ---- | ---- |
| Rang  | 239  | Non classé | 255  | 290  |